# Mauricio Aspe
Mauricio Aspe (Edgar Mauricio Aspe López; 25. srpnja 1973.) meksički je glumac i model, koji je glumio u mnogim telenovelama. 
Aspe je bio oženjen glumicom Margaritom Magañom koja mu je rodila kćer Shakti.

## Filmografija
| Serije  | Serije                               | Serije                       | Serije      | Serije |
| Godina  | Naziv                                | Uloga                        | Bilješke    |        |
| ------- | ------------------------------------ | ---------------------------- | ----------- | ------ |
| 1994-95 | Agujetas de color de rosa            |                              |             |        |
| 1995-96 | María la del Barrio                  | Aldo Armenteros              |             |        |
| 1996    | Azul                                 | Roberto                      |             |        |
| 1996    | La culpa                             | Toño                         |             |        |
| 1997    | Amada enemiga                        | Jorge Pruneda                |             |        |
| 1998    | Preciosa                             | El Gasolina                  |             |        |
| 1999    | Za tvoju ljubav                      | René Higueras Ledesma        | Antagonist  |        |
| 1999    | ¿Qué nos pasa?                       |                              |             |        |
| 1999-00 | Cuento de Navidad                    |                              | mini-serija |        |
| 2000    | La casa en la playa                  | Gino Morali                  |             |        |
| 2000-01 | Primer amor... a mil por hora        | Rodolfo "Rudy"               |             |        |
| 2000-01 | Carita de Ángel                      | Saturno                      |             |        |
| 2000-01 | Por un beso                          | Anselmo                      |             |        |
| 2002    | Između ljubavi i mržnje (telenovela) | Tobías Morán                 |             |        |
| 2004    | Amarte es mi Pecado                  | Rafael Almazán Miranda       |             |        |
| 2005    | Maćeha                               | Héctor San Román Fernández   |             |        |
| 2006    | Mi vida eres tú                      | Ricardo                      |             |        |
| 2006-07 | Las dos caras de Ana                 | Ignacio Bustamante           | Antagonist  |        |
| 2007-08 | Madre Luna                           | Román Garrido                | Antagonist  |        |
| 2008    | Draga neprijateljica                 | Arturo Sabogal Huerta        |             |        |
| 2008-09 | Oprezno s anđelom                    | Raúl Soto                    |             |        |
| 2009    | Magična privlačnost                  | Fabián Lombardo              |             |        |
| 2009    | Mujeres Asesinas 2                   |                              |             |        |
| 2009    | Tiempo final (Fox) 3                 |                              |             |        |
| 2009    | Adictos                              | Eduardo "Edy" Ponce          | TV-serija   |        |
| 2010-11 | Entre el amor y el deseo             | Marcio García/Marcio Márquez |             |        |
| 2012    | La mujer de Judas                    | Ernesto Yuñez                |             |        |
| 2014    | Las Bravo                            | Patricio Castro              |             |        |
| 2015    | Ruta 35                              | Gavilán                      |             |        |
| 2017    | La Piloto                            | Arley Mena                   | Antagonist  |        |